# Ipotesi Farrer

Schema dell'ipotesi di Farrer riguardo all'ordine di composizione dei vangeli sinottici.

L'ipotesi di Farrer, anche nota come ipotesi di Farrer-Goulder, è una ipotesi di soluzione del problema sinottico (che riguarda l'ordine di composizione dei vangeli sinottici), secondo la quale il Vangelo di Marco fu composto per primo, seguito dal Vangelo secondo Matteo e infine dal Vangelo secondo Luca, il cui autore avrebbe utilizzato i primi due vangeli come fonte. Sostenuta principalmente da biblisti inglesi, prende il nome da Austin Farrer, autore di On Dispensing With Q (1955), ma è stata promossa anche da altri studiosi, tra cui Michael Goulder e Mark Goodacre.
L'ipotesi di Farrer ha il vantaggio della semplicità, in quanto non ha bisogno di fonti ipotetiche, come la fonte Q della teoria delle due fonti; secondo i suoi sostenitori, infatti il materiale comune al Vangelo secondo Matteo e a quello secondo Luca, ma non a quello secondo Marco, detto materiale della doppia tradizione, sarebbe da ricondurre al fatto che l'autore di Luca utilizzò sia Marco che Matteo come fonti.